# Battlestar Galactica (série télévisée)
Pour les articles homonymes, voir Battlestar Galactica (homonymie).
Production
Diffusion
Chronologie
Battlestar Galactica (mini-série) Caprica
Battlestar Galactica est une série télévisée anglo-canado-américaine dramatique de science-fiction en 73 épisodes, développée par Ronald D. Moore, dont la diffusion a débuté sur Sky One le 18 octobre 2004 et s'est achevée le 20 mars 2009 sur Sci-Fi Channel (aujourd'hui Syfy). Cette série s'inspire de Galactica, une autre série créée en 1978 par Glen A. Larson.
La série est diffusée dès le 2 décembre 2005 en France, sur Sci-Fi et rediffusée sur NRJ 12 puis AB 1, et au Québec sur Ztélé (Saisons 1 et 2 seulement). En Belgique francophone, elle est diffusée dès le 19 janvier 2007 sur La Deux.

## Synopsis
Les Cylons, robots humanoïdes créés par les humains et dont ils sont devenus les ennemis jurés, ont complètement disparu de l'univers connu depuis la signature d'une trêve une quarantaine d'années plus tôt. Durant ce répit, les humains ont reconstruit leurs mondes (les Douze Colonies), créant de nouveaux vaisseaux et vivant désormais dans une certaine insouciance du passé. Le vieux battlestar Galactica, qui a rendu de fiers services lors de la première guerre contre les Cylons, est sur le point d'être démilitarisé et transformé en musée.
C'est le moment que choisissent les Cylons pour réapparaître, dotés de nouvelles technologies qui leur permettent de ravager à nouveau les douze colonies humaines au moyen d'un holocauste nucléaire généralisé sur les douze planètes. Protégé des virus informatiques ennemis par son obsolescence, seul l'antique Galactica parvient à résister à l'attaque et devient ainsi l'unique escorte militaire d'une flotte spatiale hétéroclite regroupant les derniers survivants de l'humanité. Afin de se donner un nouvel espoir, la flotte de réfugiés part alors en quête de leur mythique planète d'origine qui porte le nom de « Terre » tandis que les cylons se lancent à leur poursuite, déterminés à les exterminer.

## Distribution

### Acteurs principaux
- Edward James Olmos (V. F. : Joël Martineau dans le pilote et Philippe Catoire) : William « Husker » Adama
- Mary McDonnell (V. F. : Annie Balestra) : Laura Roslin
- Katee Sackhoff (V. F. : Ariane Deviègue) : Kara « Starbuck » Thrace-Anders
- Jamie Bamber (V. F. : Mathias Kozlowski) : Lee « Apollo » Adama
- James Callis (V. F. : Guy Chapellier) : Gaïus Baltar
- Tricia Helfer (V. F. : Laura Préjean) : Numéro six (et toutes ses copies)
- Grace Park (V. F. : Marie-Ève Dufresne) : Sharon « Boomer » Valerii / Sharon « Athena » Agathon / Numéro huit (et toutes ses copies)

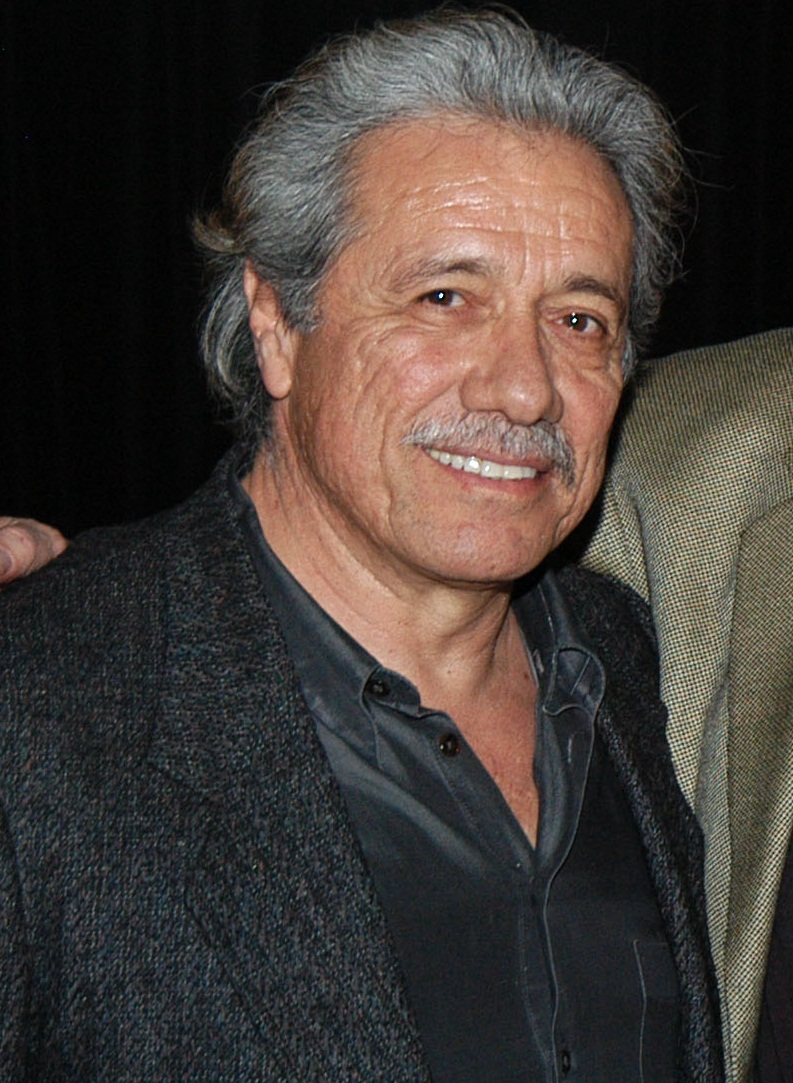
Edward James Olmos dans le rôle de William « Husker » Adama
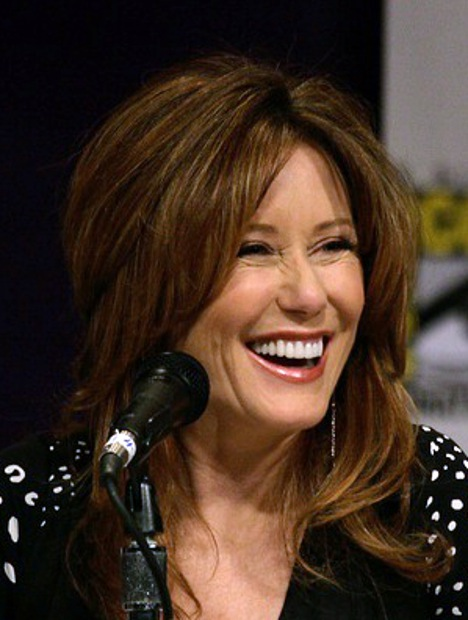
Mary McDonnell dans le rôle de Laura Roslin
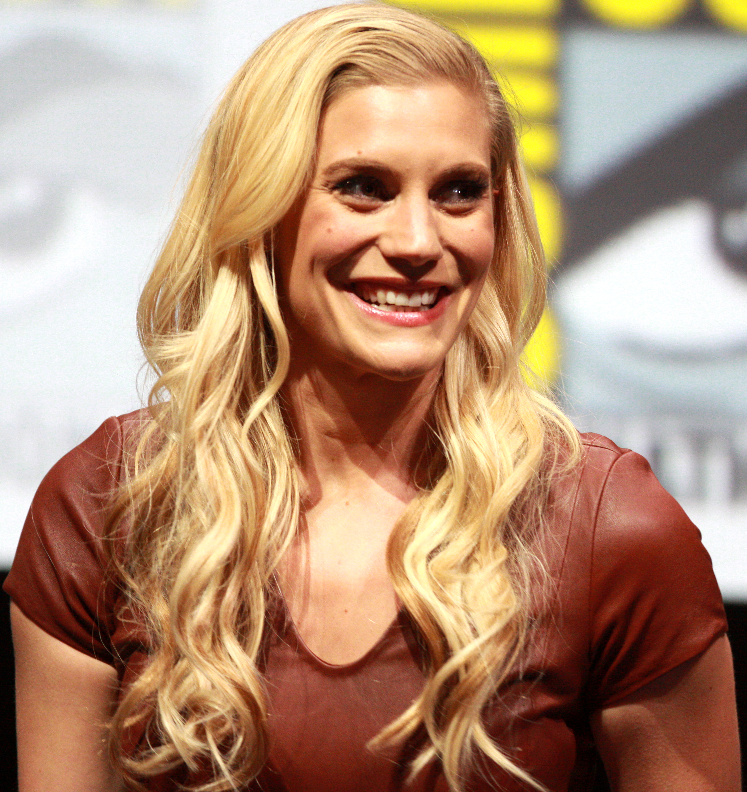
Katee Sackhoff dans le rôle de Kara « Starbuck » Thrace-Anders
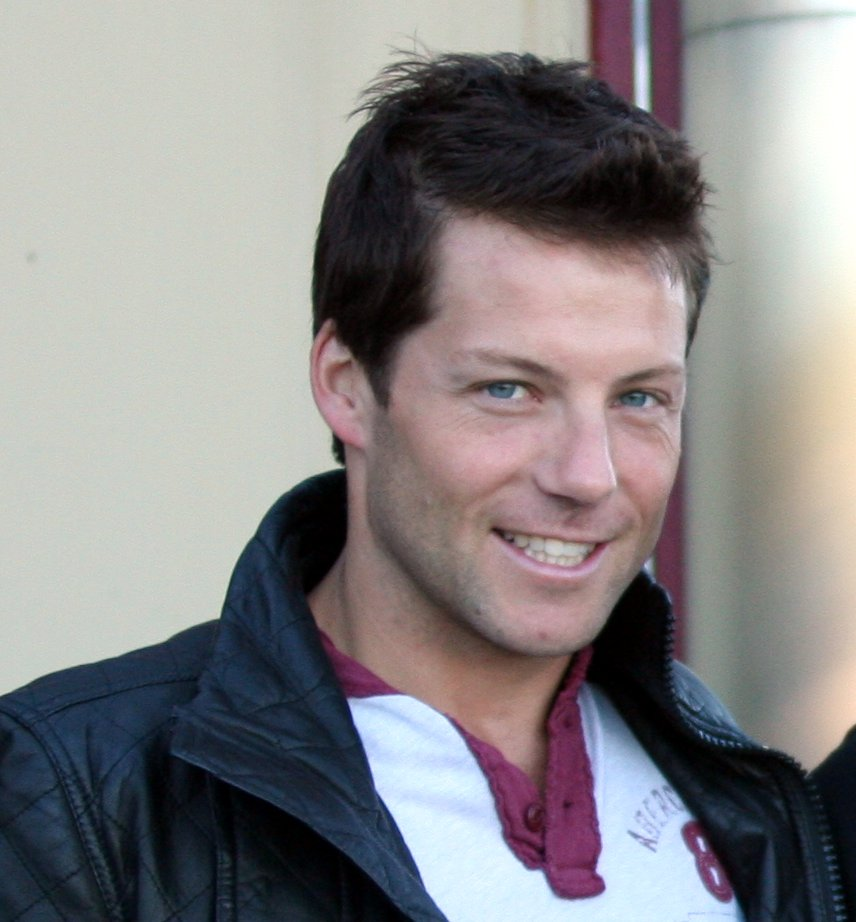
Jamie Bamber dans le rôle de Lee « Apollo » Adama
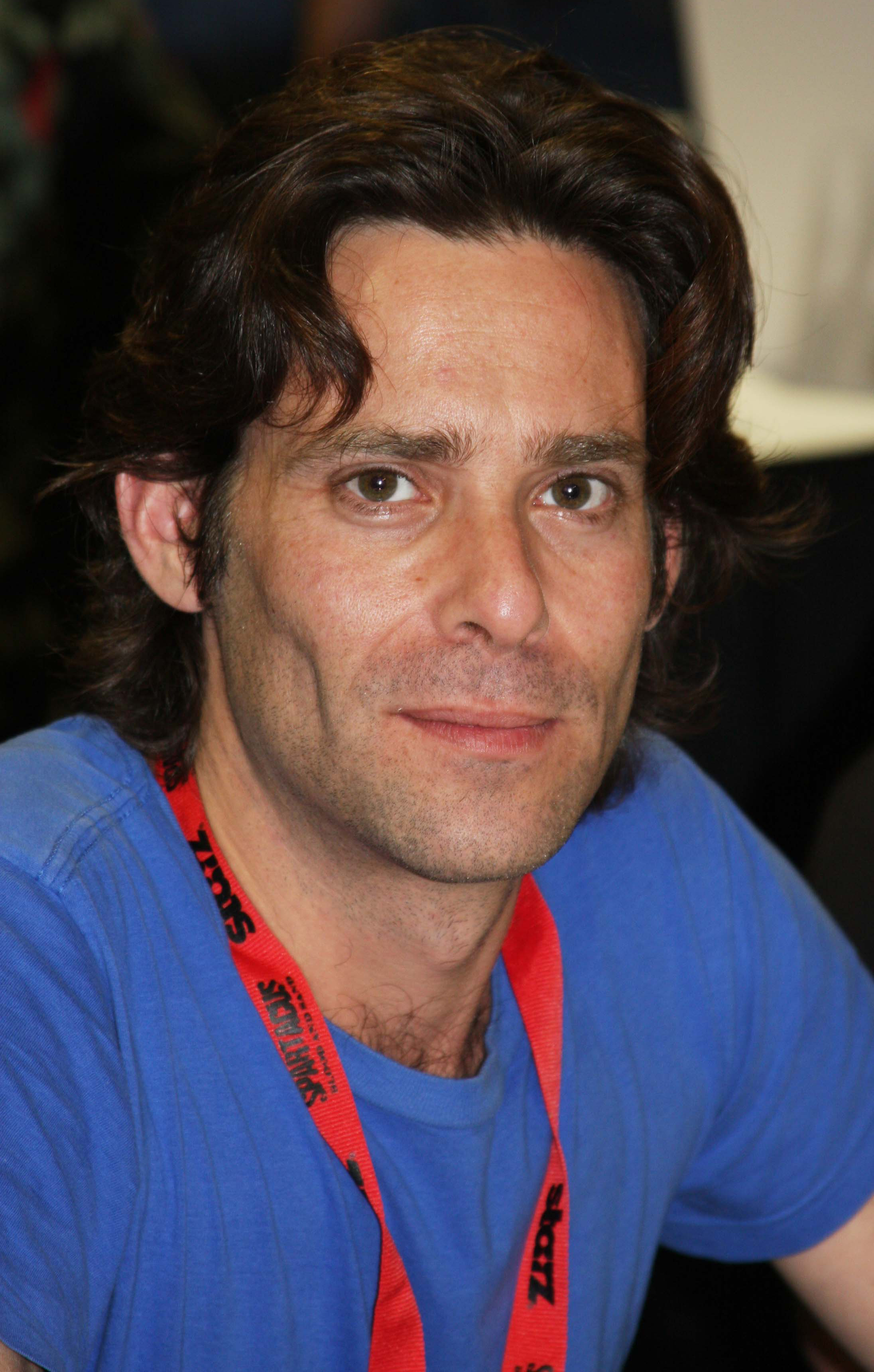
James Callis dans le rôle de Gaïus Baltar
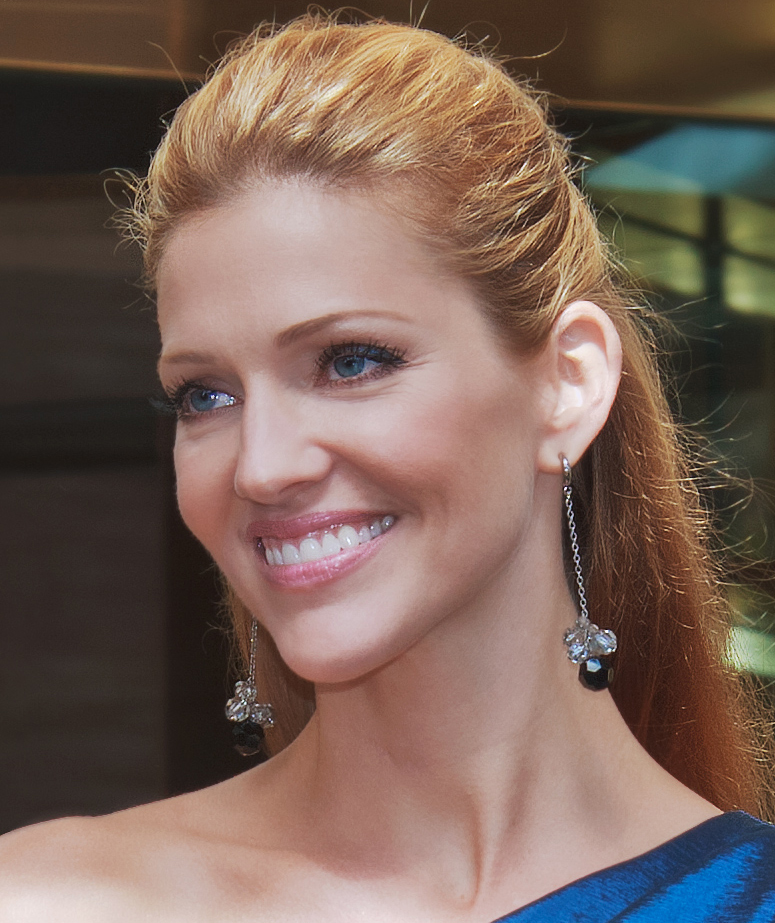
Tricia Helfer dans le rôle de Numéro six
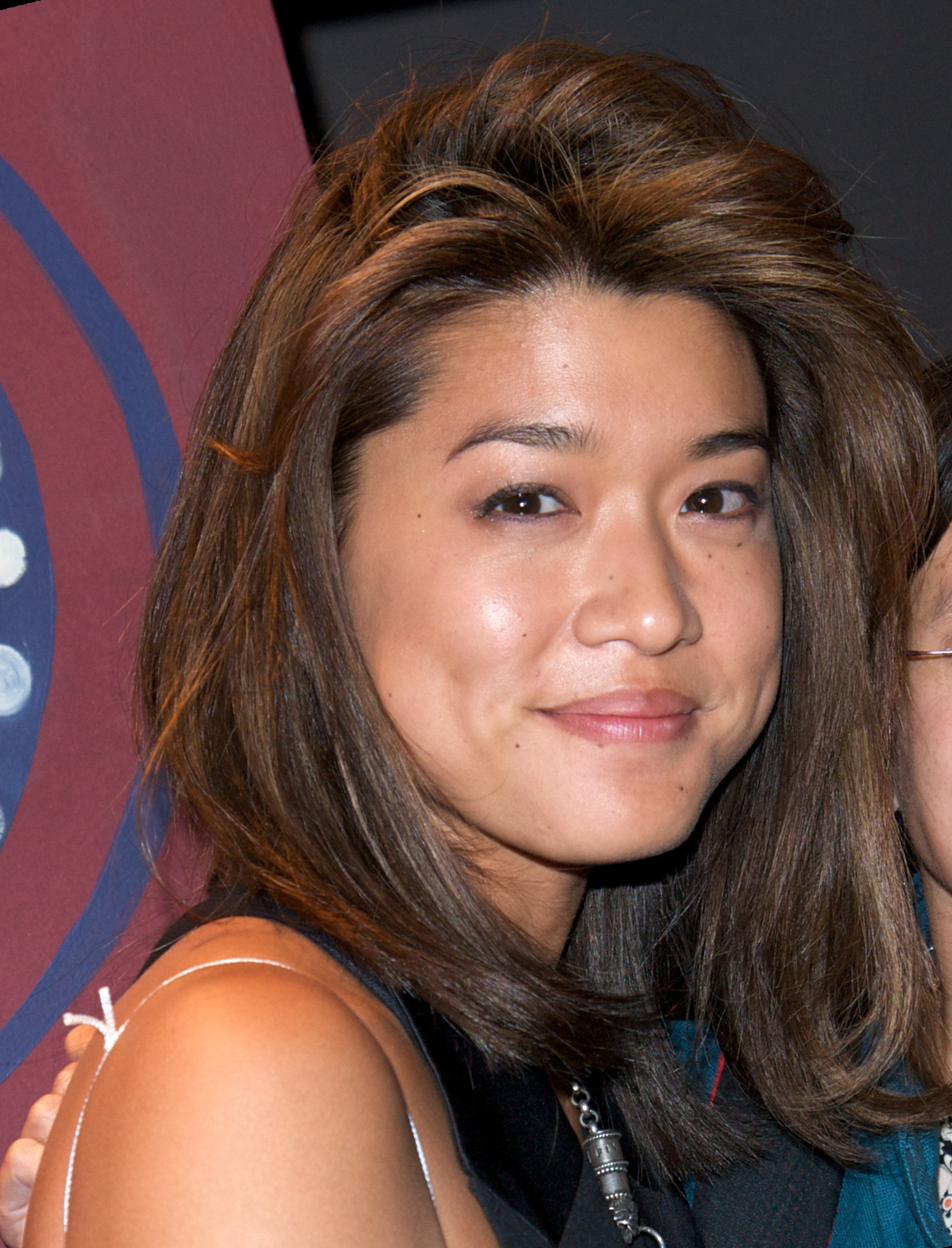
Grace Park dans le rôle de Sharon / Numéro huit

### Acteurs secondaires
- Michael Hogan (VF : Michel Voletti) : Saul Tigh
- Aaron Douglas (VF : Olivier Cordina) : Galen Tyrol
- Tahmoh Penikett (VF : Bruno Forget) : Karl C. « Helo » Agathon
- Alessandro Juliani (VF : Thierry Bourdon) : Felix Gaeta
- Michael Trucco (VF : Ludovic Baugin) : Samuel Anders
- Nicki Clyne (VF : Sophie Froissard) : Cally Henderson-Tyrol
- Kandyse McClure (VF : Fatiha Chriette) : Anastasia « Dee » Dualla-Adama
- Paul Campbell (VF : Geoffrey Vigier) : Billy Keikeya
- Richard Hatch (VF : Bruno Dubernat) : Tom Zarek
- Donnelly Rhodes (VF : Philippe Ariotti) : Dr Sherman Cottle
- Lucy Lawless (VF : Vanina Pradier) : Numéro trois, D'Anna Biers
- Callum Keith Rennie (VF : Gilbert Lévy) : Numéro deux, Leoben Conoy
- Dean Stockwell (VF : Bernard Soufflet) : Numéro un, Frère John Cavil
- Mark Sheppard (VF : Fabien Jacquelin) : Romo Lampkin
- Rekha Sharma (VF : Sabeline Amaury) : Tory Foster

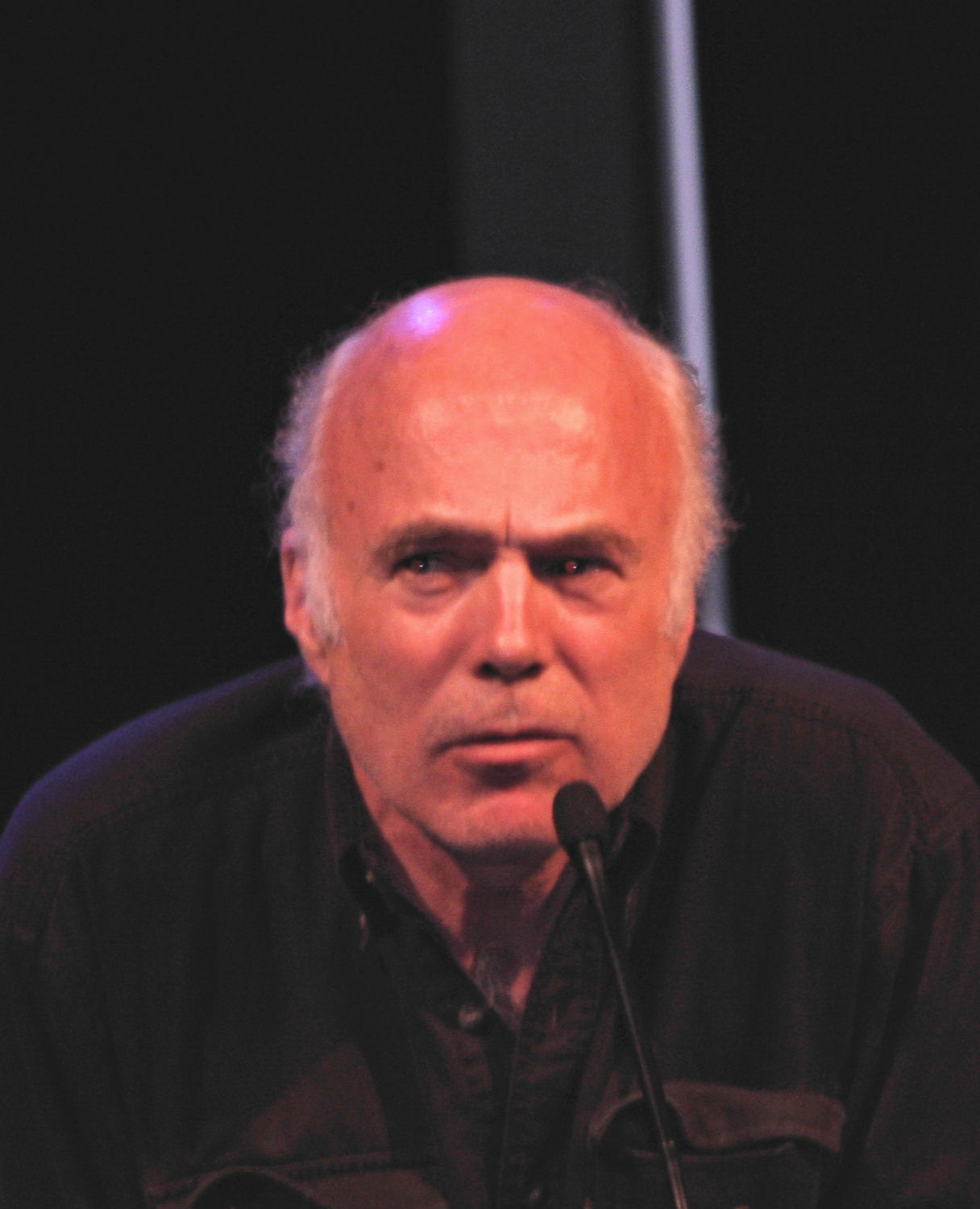
Michael Hogan dans le rôle de Saul Tigh
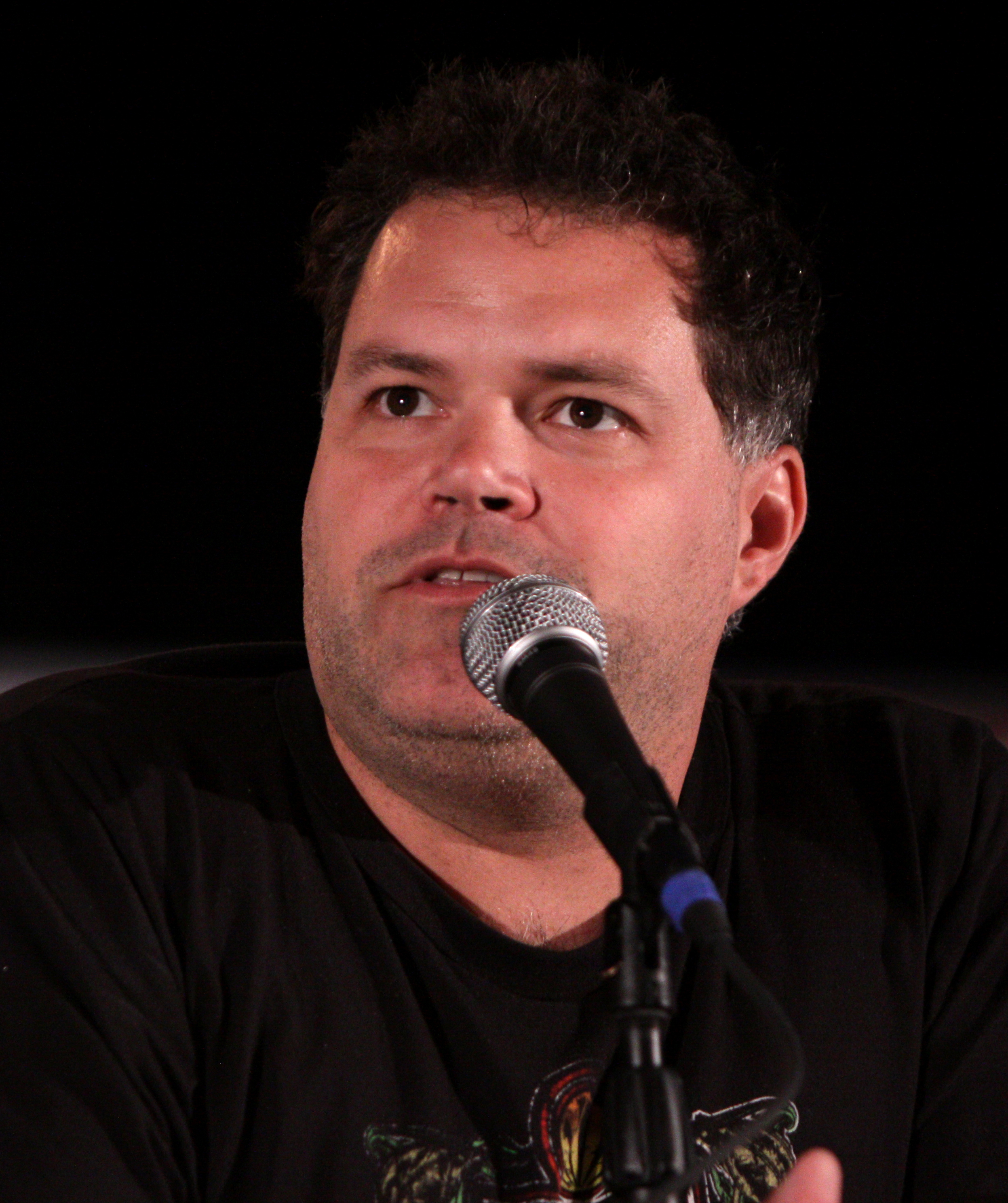
Aaron Douglas dans le rôle de Galen Tyrol
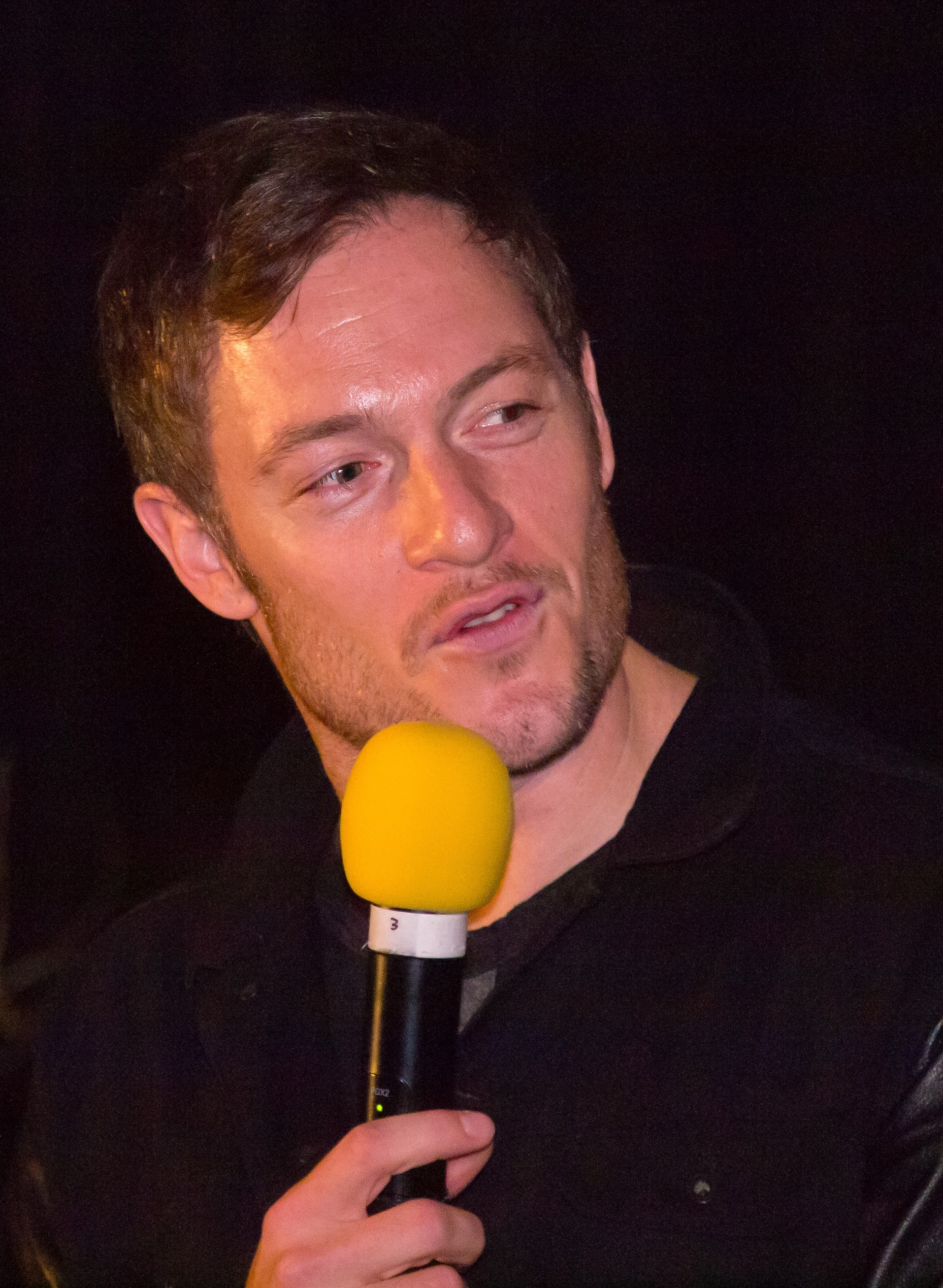
Tahmoh Penikett dans le rôle de Karl C. « Helo » Agathon
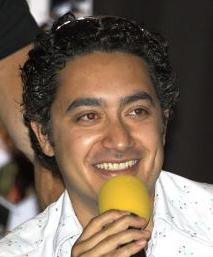
Alessandro Juliani dans le rôle de Felix Gaeta
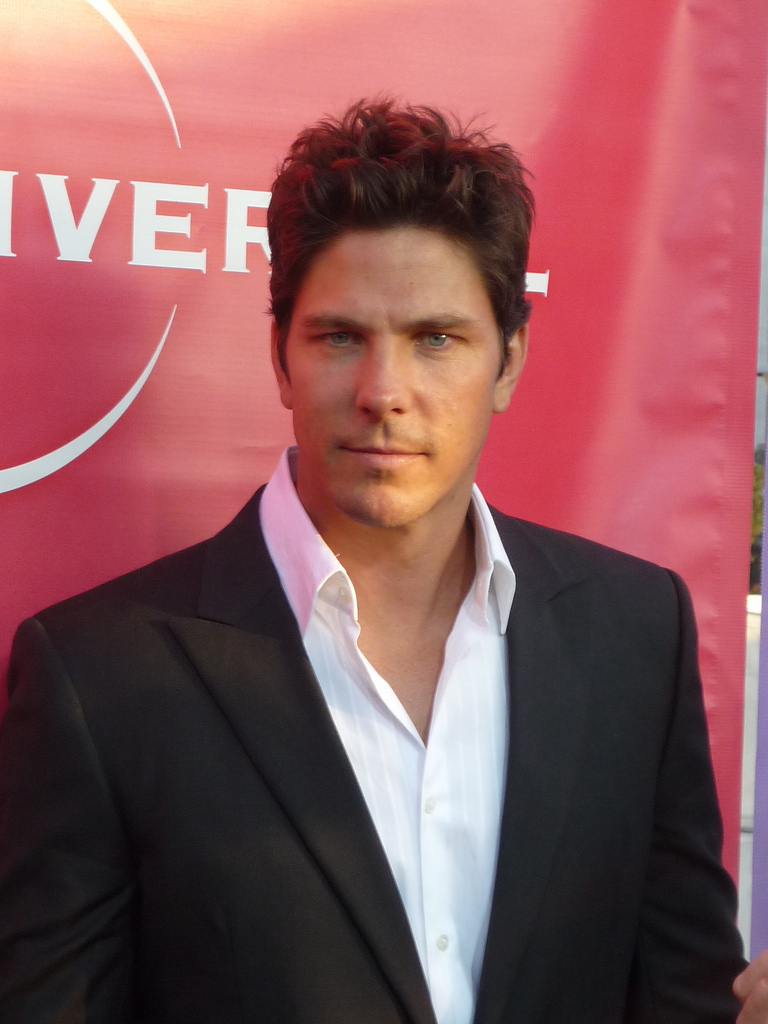
Michael Trucco dans le rôle de Samuel Anders
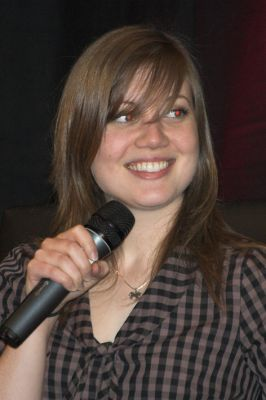
Nicki Clyne dans le rôle de Cally Henderson-Tyrol
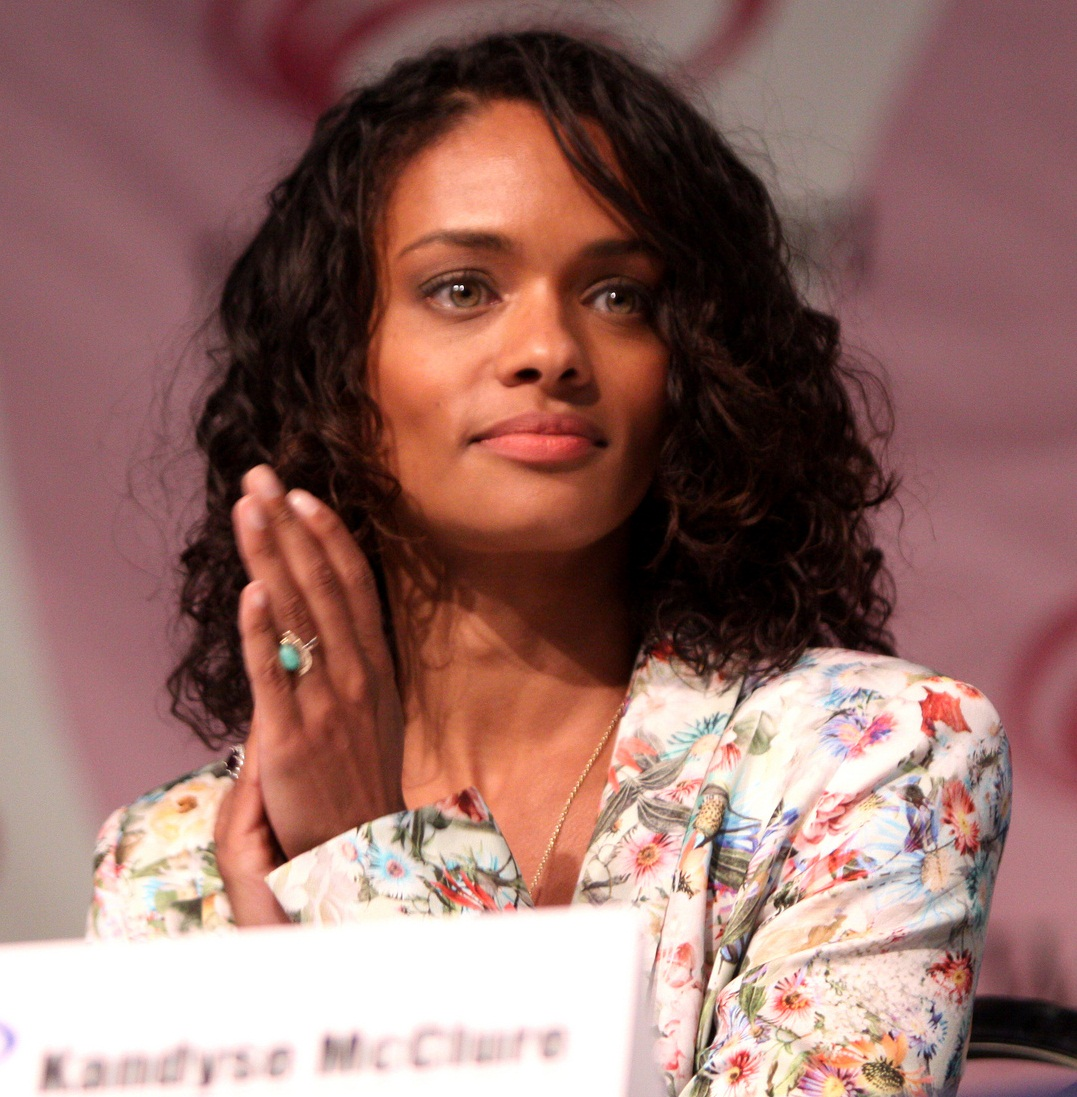
Kandyse McClure dans le rôle de Anastasia « Dee » Dualla-Adama
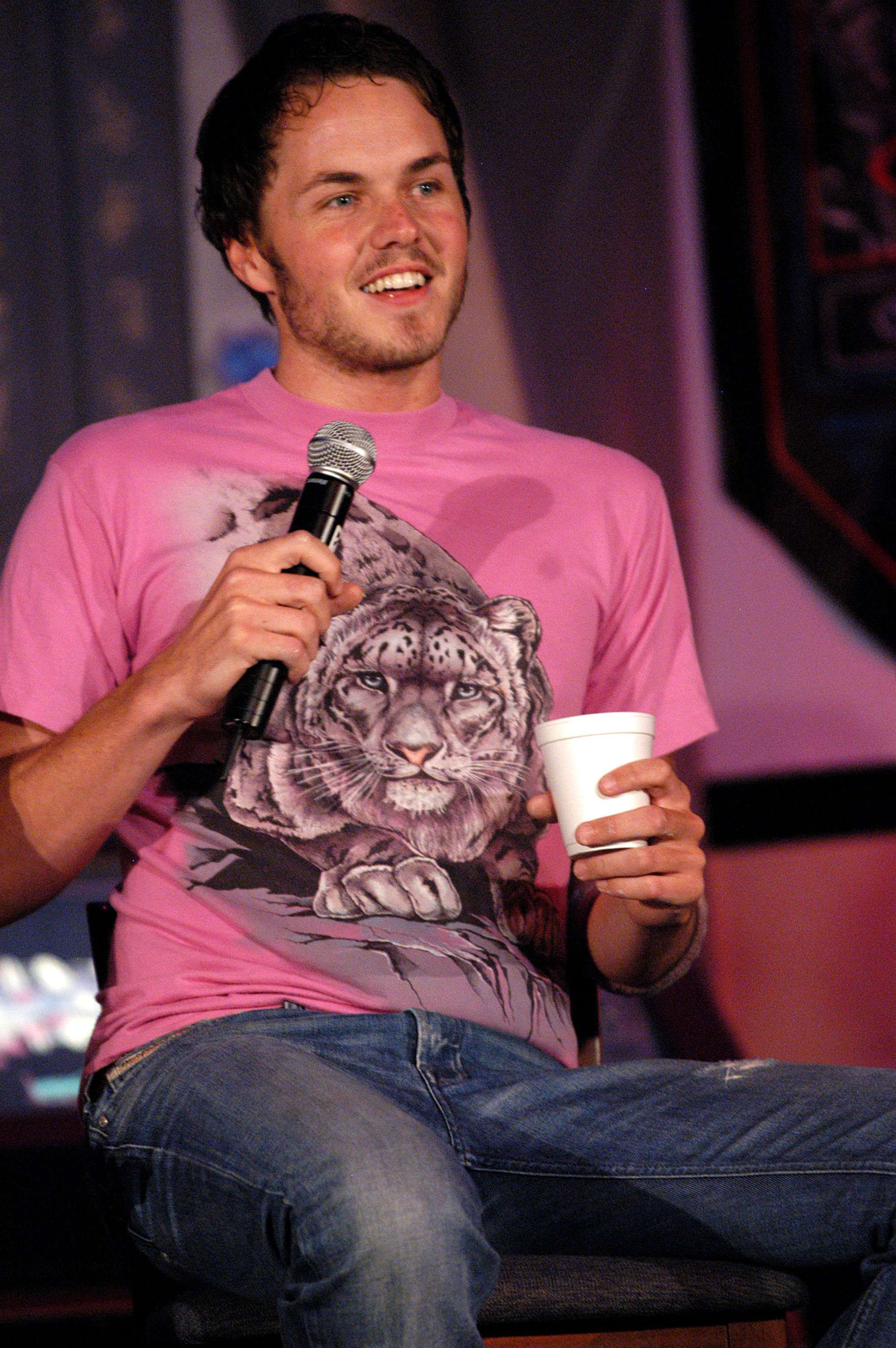
Paul Campbell dans le rôle de Billy Keikeya

## Production
La série est filmée aux Vancouver Film Studios, ainsi que dans divers lieux dans les villes de Vancouver, Kamloops et Kelowna en Colombie-Britannique, au Canada, et autour de celles-ci.

## Épisodes

### Première saison
La première saison de treize épisodes (d'une durée d'environ 43 minutes sans les publicités) est commandée par Sci Fi Channel le 10 février 2004 et diffusée au Royaume-Uni et en Irlande entre le 18 octobre 2004 et le 24 janvier 2005 sur la chaîne de télévision Sky One, qui cofinance la série avec Sci Fi Channel et NBC Universal.
Elle est produite en 2004 par David Eick et Ronald D. Moore, avec la même distribution que la télé-suite de 2003.
Moore quitte alors sa place de producteur de La Caravane de l'étrange (HBO) pour se concentrer sur Battlestar Galactica.
La première saison de Battlestar Galactica est diffusée au Royaume-Uni et en Irlande trois mois avant de l'être aux États-Unis et au Canada.
Cet exemple rare d'émission diffusée en primeur hors des États-Unis s'explique par l'investissement partiel de Sky One dans la production de la première saison.
Le laps de temps entre les deux diffusions entraîne une diffusion illégale à grande échelle des épisodes via des réseaux de pair-à-pair, parfois seulement quelques heures après la première diffusion sur Sky One. Même si Sci Fi Channel et Moore ont déploré cette pratique et ont demandé publiquement aux téléchargeurs de ne pas pirater la série, il est parfois dit que cette distribution non autorisée contribua au succès américain de la série en donnant un a priori favorable parmi certains groupes démographiques clés.
Plus tard, le premier épisode est rendu disponible en chargement gratuit et légal depuis le site web de Sci Fi Channel.
Moore pense à cette « génération internet » en diffusant régulièrement un podcast de commentaires relatif à chaque épisode sur le site web de Sci Fi Channel.
La série rencontre le succès dès ses débuts au Royaume-Uni et en Irlande, recevant de nombreux commentaires favorables de critiques, créant un phénomène d'attente aux États-Unis[réf. nécessaire]. Le premier épisode diffusé aux États-Unis devint l'un des programmes les plus vus de la chaîne Sci Fi avec 3,1 millions de téléspectateurs. Les épisodes suivants ont un succès similaire. Le premier épisode de la série, « 33 minutes », remporte le Prix Hugo pour the Best Dramatic Presentation, Short Form (meilleure représentation dramatique de courte durée).

### Deuxième saison
Après le succès des treize épisodes de la première saison, Sci Fi Channel commande une seconde saison complète de vingt épisodes le 9 février 2005. La diffusion de cette saison commence le 15 juillet 2005 sur Sci Fi Channel, pour s'interrompre au début de l'automne 2005. Universal Home Video profite de la pause pour vendre la première partie de la saison en DVD, avec un bonus : le dixième épisode de cette saison, Pegasus d'une durée de 59 minutes, au lieu des 45 habituelles.
Sky One également profite de cette pause pour cesser de financer la série, bien que son logo apparaisse toujours à la fin des épisodes.
La diffusion de cette saison reprend le 6 janvier 2006, après une attente de trois mois durant laquelle Sci Fi Channel fait de gros efforts pour rendre Battlestar Galactica plus visible envers les critiques de la presse traditionnelle, notamment par le « Time Magazine » — qui l'a nommée meilleure série de l'année 2005 — et d'autres publications qui la placent dans leur propre classement des dix meilleures séries. L'American Film Institute déclare également Battlestar Galactica comme l'une des dix meilleures émissions de télévision de 2005.
Certaines critiques fustigent toutefois le fait que certains épisodes après Opération survie — 2e partie, comme Marché noir soient en deçà du niveau que la série propose jusque-là, ce qui embarrasse Ronald D. Moore. Il explique ce fait par l'obligation de fournir vingt épisodes au lieu des treize de la première saison.
Cependant les cinq derniers épisodes, dont le dernier était d'une durée de 90 minutes (68 minutes sans les publicités), sont acclamés tant par les fans que par les critiques. Moore déclare qu'il sent que la longue pause entre les saisons deux et trois (quatre mois au lieu de deux) devra permettre de s'assurer que tous les épisodes seront au niveau habituellement élevé de la série que l'équipe de production tente de maintenir.

### Battlestar Galactica: The Resistance
Dix webisodes, appelés Battlestar Galactica: The Resistance et d'une durée d'environ deux minutes chacun, sont créés pour montrer des événements qui se sont déroulés sur New Caprica entre les deuxième et troisième saisons et sont diffusés sur le site web de Sci Fi Channel. À la suite de problèmes légaux, presque aucune information n'est apparue après l'annonce officielle, mais la date de diffusion a finalement été révélée le 28 août 2006 sur le site web de Sci Fi. La fréquence de diffusion est bihebdomadaire, le mardi et le jeudi.
Le premier webisode est mis en ligne le 5 septembre 2006 et le dernier le 5 octobre 2006, la veille de la diffusion du premier épisode de la troisième saison.
Les épisodes eux-mêmes créent un conflit entre NBC et l'équipe de production de ces webisodes, relatif à des royalties que les producteurs auraient dû recevoir. Ronald D. Moore déclarait alors avoir les copies existantes des webisodes et ne pas avoir l'intention de les donner à NBC. Cependant, l'édition 2014 des DVD de la troisième saison inclut ces webisodes[réf. nécessaire].

### Troisième saison
Sci Fi Channel commande une troisième saison de vingt épisodes le 16 novembre 2005. La diffusion commence le 6 octobre 2006 aux États-Unis et le 15 avril 2007 en France. Contrairement à la saison précédente, le laps de temps à la mi-saison ne dure pas très longtemps. La production a commencé courant avril 2006 à Vancouver en Colombie-Britannique, au Canada.
La chaîne déplace l'émission de case horaire pour la programmer le dimanche à partir du 21 janvier 2007. C'est une première pour la série.
Une diffusion de la saison en haute définition a lieu tant au Royaume-Uni et en Irlande qu'aux États-Unis.
Après l'arc initial de cinq épisodes à propos de New Caprica, la troisième saison est constituée principalement d'épisodes standalone. Dans le podcast lié au dernier épisode de la saison, Ron Moore déclare qu'afin de s'attirer de nouveaux spectateurs, Sci Fi Channel a fait pression sur l'équipe de production pour faire plus d'épisodes solitaires au lieu de se focaliser sur les histoires en cours. Cela produit l'effet inverse et Sci Fi admet alors que le format stand-alone ne fonctionnait pas pour cette série.
En outre, Sci Fi promet qu'elle ne ferait plus de pression pour la quatrième saison.
La pression exercée par Sci Fi pour effectuer des changements dans la formule de la série est remarquable lorsqu'on sait que Moore et son équipe ont régulièrement affirmé que la liberté que le réseau leur accordait était l'un de ses points forts ; que les scénaristes avaient carte blanche pour faire ce qu'ils voulaient lors des deux premières saisons. Moore a expliqué dans les podcasts de la première saison que la seule fois où Sci Fi Channel lui a demandé de changer quelque chose durant les deux premières saisons, c'était pour apporter un peu de joie et de bonne humeur dans la série dont le ton semblait assez noir (et l'était). Moore accepta et ironiquement ajouta une scène au début de Confession (1x04) où de nombreux pilotes fêtent le millième appontage de l'un des leurs avant qu'une bombe ne se détache accidentellement, les tuant tous.
Moore déclara alors que Sci Fi répondit « on a compris » et depuis la chaîne n'a plus tenté d'interférer dans le déroulement de la série à nouveau.

### Les flash-back deRazor
Du 5 octobre au 23 novembre 2007, Sci Fi Channel diffuse une huitaine de petits encarts de deux minutes chroniquant les missions du jeune William Adama durant la première guerre contre les cylons. Ces courtes vignettes incluent des représentations de cylons et de leurs véhicules semblables à ceux rendus populaires grâce à Galactica. Ces mini-épisodes servent de toile de fond menant au téléfilm tiré de l'univers fictif, Battlestar Galactica: Razor, et sont connus collectivement sous l'appellation de « flashbacks de Razor ». Ils sont diffusés chaque vendredi soir, durant une pause de la série télévisée Flash Gordon.

### Quatrième saison
Sci Fi Channel confirme le 22 mars 2007 que Battlestar Galactica est renouvelée pour une quatrième saison de vingt épisodes, soit plus que les treize initialement annoncés. La commande — annoncée à l'origine comme portant sur 22 épisodes — inclut le téléfilm Razor, qui « remonte le temps » et raconte une histoire mettant en scène le battlestar Pegasus,.
Il est diffusé au cours du quatrième trimestre 2007. La saison régulière, de vingt épisodes, est coupée en deux : les dix premiers épisodes sont diffusés à partir d'avril 2008, et les dix derniers le sont courant 2009.
Après l'annonce de la reprise, des rumeurs circulent (lancées par les vedettes de la série Olmos et Sackhoff), affirmant que la saison à venir serait la dernière,. Le producteur David Eick nie tout d'abord ces affirmations, déclarant qu'aucune décision n'a été prise quant à l'avenir de la série.
Mais le 31 mai 2007, Eick et le coproducteur Ronald D. Moore annoncent à leur tour lors d'une conférence de presse que la quatrième saison conclura la série, : 
« Il était prévu dès le début de la série qu'elle aurait un commencement, un milieu et une fin. Au cours de l'année dernière, l'histoire et les personnages ont très fortement annoncé cette fin, et nous avons décidé d'écouter ces voix intérieures et terminer l'émission selon nos intentions. Et bien que nous sachions que nos fans seront attristés d'apprendre que la fin est proche, il faut qu'ils se préparent à être sauvagement secoués avant d'y arriver : nous avons l'intention de finir en fanfare ! »

## Commentaires
Cette série est une modernisation de la série originelle Galactica de 1978 (souvent dénommée depuis Battlestar Galactica 1978 ou BSG 1978).
Le concept original était de faire une suite / remake. Une suite car la série prend en compte certains événements de la première série, et remake car les événements sont très proches, certains personnages reprenant même les noms des héros originaux.
La note d'intention précise que les auteurs voulaient garder l'idée originelle, à savoir un convoi en détresse à la recherche de la Terre, au contraire de la série de 1978 qui avait bien vite adopté le « format chevaleresque » du groupe de héros qui aident tous ceux qu'ils rencontrent sur leur route…
On pourrait analyser Battlestar Galactica comme une série post-11 septembre. En effet, elle est le reflet de questionnements nés à la suite des attentats du World Trade Center. Ainsi, au fil des épisodes, on observe une remise en question des discours politiques qui se cantonnent à lancer des certitudes manichéennes plaçant les États-Unis comme justiciers du monde.

### Caractéristique

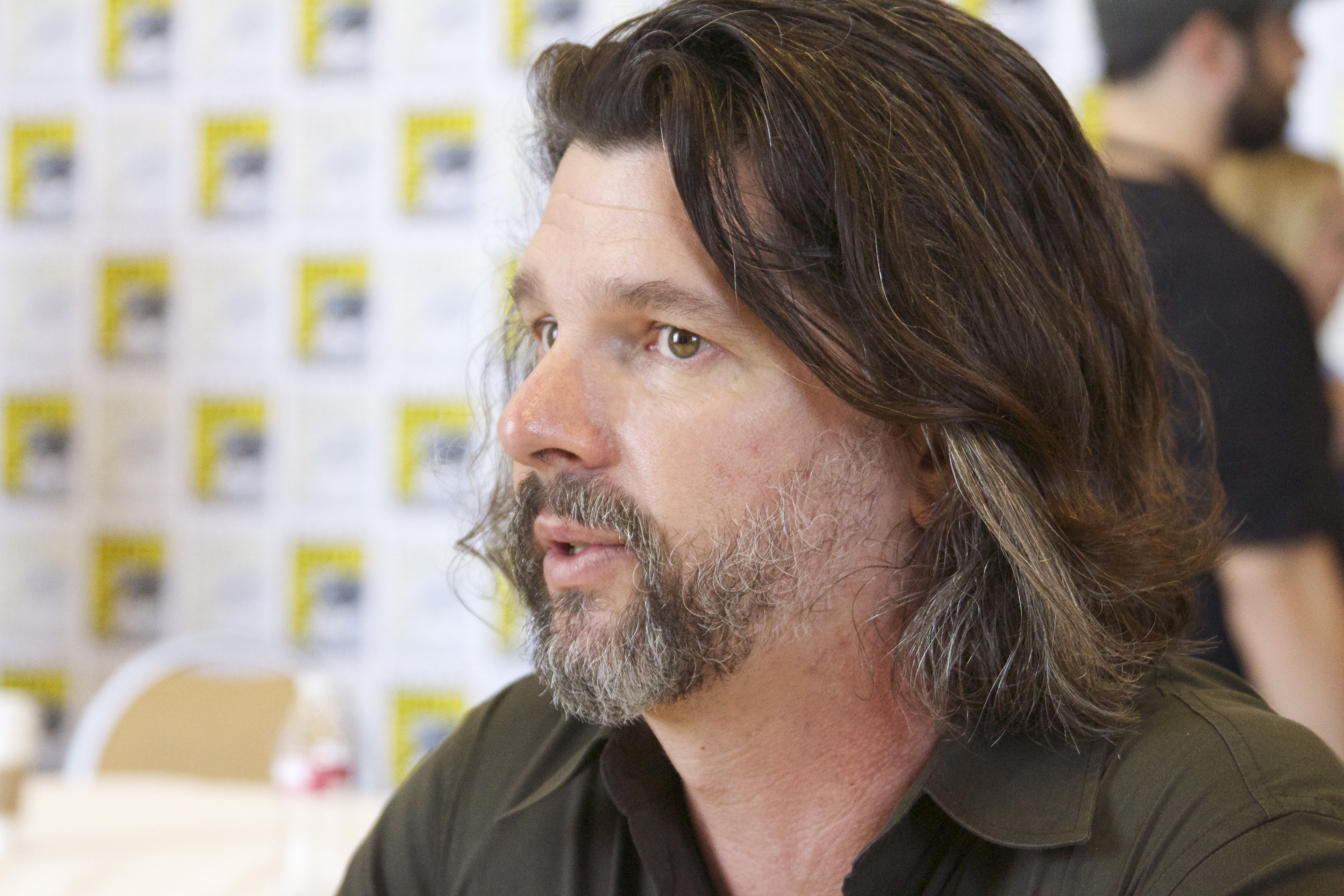
Le showrunner Ronald D. Moore, au Comic-Con de San Diego, en 2013.

La nouvelle série se démarque également de l'originale sur plusieurs points.
Son créateur et producteur exécutif, Ronald D. Moore, producteur et scénariste de nombreux épisodes de Star Trek : La Nouvelle Génération et Star Trek: Deep Space Nine ainsi que de Roswell, a voulu pour Battlestar Galactica une approche très réaliste, lui conférant ainsi une crédibilité encore inédite en science-fiction.
Une grande innovation de la série est de baser les relations entre les personnages sur les rapports humain/cylon (une référence au racisme et aux guerres de religion). Les Cylons, définis au départ comme ennemis par nature de l'espèce humaine, trouvent finalement dans leurs rangs plusieurs exemples de co-fraternité entre espèces (numéro six, numéro huit), qui ont développé des émotions, tandis que la plupart des humains persistent longtemps à les définir comme « machines » (non humains) ou même « grille-pains ». Les Cylons humanoïdes vont devenir des personnages principaux de la série, essentiels à la création d'une société unie.
La nouvelle série a transformé plusieurs protagonistes : certains rôles-clés masculins, comme celui de Starbuck, sont désormais des femmes.
Elle a également introduit l'idée que les Cylons, les androïdes ennemis des humains, ont été créés par l'Homme.
De plus, les modèles humanoïdes Cylons (semblables en tous points aux humains) apparaissent en infiltrateurs/saboteurs/espions parmi les rescapés de la flotte alors qu'ils n'apparaissent dans la version de 1980 qu'avec des rôles bien plus limités.
L'utilisation d'images de synthèse de conception récente contribue au réalisme de la série.
Bien que les fans puristes de la série originale n'aient pas toujours apprécié ces changements, la télé-suite a été le plus gros succès du câble américain en 2003.
Elle a même aidé à la création de Sci Fi Channel qui a connu le plus gros succès dans l'histoire de la chaîne.
Les critiques sont assez unanimes pour remarquer que cette nouvelle série est nettement supérieure à son modèle, le magazine Time allant même jusqu'à déclarer fin 2005 qu'il s'agit de la meilleure série télévisuelle de l'année.
Les mécontentements de la première heure se sont d'ailleurs estompés devant la qualité de l'émission au fur et à mesure que la série avançait dans les deux premières saisons.
S'inscrivant dans la tradition des œuvres de science-fiction que sont Star Trek et Babylon 5, les scénaristes de Battlestar Galactica n'hésitent pas à traiter de problèmes sociaux, politiques, moraux, philosophiques et éthiques (contemporains ou pas) avec l'audace et la liberté que permet la science-fiction.

### Générique
Les paroles du générique sont issues d'une prière parmi les plus connues de l'hindouisme, le Gayatri Mantra.

## Accueil et distinctions américaines
Durant sa diffusion, la série a souvent été dépeinte comme « la meilleure émission de télévision ». Elle a reçu un succès critique – dans les pays anglo-saxons – du Time Magazine, du National Review, de Rolling Stone,, de Newsday, de The New York Times, de The New Yorker, du San Francisco Chronicle, du Chicago Tribune, d’Entertainment Weekly et de bien d'autres. Ce succès critique suit la série depuis sa première saison. Diane Werts de Newsday a écrit : « Vous pouvez regarder cette saga de la manière que vous voulez – un drame politique, un débat religieux, un thriller psychologique, une aventure de science-fiction, une métaphore profonde ou du pur fun – et cela brillera quel que soit l'angle. » Robert Bianco, de USA Today, a commenté : « Mené par la violence et la rage, Galactica est sans doute le space-opera le plus noir que la télévision américaine a jamais produit. Dans le futur de Galactica, les humains sont en fuite, et si les ennemis extérieurs ne nous ont pas, les conflits intérieurs le feront… Vous comprendrez [les personnages], leurs conflits et leurs aspirations, parce qu'on les reconnaît comme humains dans toute leur glorieuse complexité. Et c'est cela qui fait de Galactica une grande série télévisée. » Peter Suderman du National Review déclare que la série est « sans doute la plus puissante et dramatiquement vibrante série à la télévision. …[E]lle est la puissance-même d'un coup de poing dans les tripes porté à l'écran. Pour cela, on doit beaucoup à l'irrésistible distribution des personnages… Battlestar Galactica brûle grâce à un mélange de combustibles que sont des troubles politiques et des drames humains, qui sont aussi douloureusement réels et pertinents que n'importe quoi d'autre à la télévision. » Jeff Jensen d’Entertainment Weekly a écrit que la série « s'est distinguée comme l'un des meilleurs drames de la télévision, à égalité avec 24h Chrono, The Wire et Lost, les disparus, parce qu'elle transcende absolument son genre et son matériau original. …[Les] histoires sophistiquées de la série ont également attiré un nouveau type de fan : celui qui ne jure pas nécessairement que par la science-fiction. »
Mary McNamara du Los Angeles Times loue la capacité de la série à « lier la fantasy avec une psychologie humaine expressive et reconnaissable » et déclare que la série n'est « pas seulement une série culte, mais une pièce majeure de la télévision. » Maureen Ryan, du Chicago Tribune la décrit comme un « récit de la survie de l'homme tentaculaire et passionnant » qui est « plein d'allégories politiques et de personnages fascinant et à multiples visages ». Elle trouve que, « comme Deadwood, Battlestar Galactica s'intéresse à l'exploration de la manière dont une société au bord du gouffre décide de s'auto-gouverner. Quels droits et actions sont sacro-saintes, lesquels sont mis hors-la-loi, quand la plupart de la race humaine est éliminée ? … Grâce à une distribution étoilée et une écriture courageuse, Battlestar transcende. » Lors de sa diffusion, la série a souvent surpris les critiques avec ses nombreux rebondissements. Ryan commente : « Il n'y a rien de tel qu'un bon rebondissement pour vous faire tourner la tête, mais les moments de révélation ne sont pas l'essentiel (bien qu'ils soient un délicieux entremets). La série et ses rebondissements sont ancrés dans la curiosité sur la condition humaine, et à quel point cette dernière peut être contradictoire et confuse. »

### Récompenses
ALMA Award
2007
Acteur remarquable dans une série télévisée, dans une télé-suite ou dans un téléfilm, Edward James Olmos
2008
Acteur remarquable dans une série télévisée dramatique, Edward James Olmos
Emmy Award
2007
Effets spéciaux visuels remarquables dans une série, Exodus - 2e partie
2008
Catégorie spéciale - Programme de divertissement remarquable action au format court, Razor featurette #4
Effets spéciaux visuels remarquables dans une série, Celui qui croit en moi
Golden Reel Awards
2009
Meilleure édition de son - effets sonores et bruitages de courte durée à la télévision, Celui qui croit en moi
Peabody Award
« C’est une relance attendue et brillamment réinventée d’une saga spatiale moyenne des années 1970. Cette série, parlant de survivants d’une planète assiégée en danger permanent, a revitalisé la télévision de science-fiction avec ses considérations de la politique, de la religion, du sexe, ou même de la signification de l’« humain ». »
Prix Hugo
2005
Meilleure présentation dramatique de courte durée, 33 minutes
RedEye
2007
Meilleur personnage de télévision, Kara « Starbuck » Thrace
Saturn Awards
2006
Meilleure série télévisée en syndication ou sur le câble
Meilleur acteur secondaire, James Callis
Meilleure actrice secondaire, Katee Sackhoff
2007
Meilleure série télévisée en syndication ou sur le câble
2009
Meilleure série télévisée en syndication ou sur le câble
Meilleur acteur de télévision, Edward James Olmos
Meilleure actrice de télévision, Mary McDonnell
Scream Awards
2006
Meilleure émission télévisée
Meilleure interprétation héroïque, Edward James Olmos interprétant le commandant William Adama
Spacey Awards
2005
Série télévisée délimitée préférée
2006
Meilleure émission télévisée
Television Critics Association Awards
2009
Programme de l’année
VES Awards
2006
Personnage animé remarquable dans un programme télévisé, dans une publicité ou dans un clip vidéo d’action.
2007
Modèles et miniatures remarquables dans un programme télévisé, Opération survie - 2e partie
Effets visuels remarquables dans une série télévisée, dans une publicité ou dans un clip vidéo, Exodus - 1re partie
2008
Effets visuels remarquables dans une télé-suite, un téléfilm ou programme spécial télévisé, Battlestar Galactica: Razor
2009
Effets spéciaux remarquables dans une série télévisée, bataille spatiale de la saison 4.

### Nominations
ALMA Awards
2006
Acteur remarquable dans une série télévisée, Edward James Olmos
Emmy Awards
2005
Effets spéciaux remarquables pour une série, 33 minutes
Effets spéciaux remarquables pour une série, Le Minerai de tylium
2006
Effets spéciaux visuels remarquables pour une série, Opération survie - 2e partie
Costumes remarquables pour une série, Posez votre fardeau - 2e partie
Mixage sonore remarquable pour une série en caméra unique, Le Tout pour le tout
2007
Mise en scène remarquable pour une série dramatique, Exodus - 2e partie
Scénario remarquable pour une série dramatique, Mission suicide et La Grande Rafle
Édition sonore remarquable pour une série, Exodus - 2e partie
2008
Photographie remarquable pour une série d’une heure
Mixage sonore remarquable pour une série de comédie ou dramatique
Scénario remarquable pour une série dramatique, Lobotomie
Édition de photos remarquable pour une série dramatique en caméra unique, Celui qui croit en moi
2009
Mise en scène remarquable pour une série dramatique, La Mère de l’humanité — 2e partie
Édition de photos remarquable pour une série dramatique en caméra unique, La Mère de l’humanité — 2e partie
Édition sonore remarquable pour une série, La Mère de l’humanité — 2e partie
Mixage sonore remarquable pour une série de comédie ou dramatique (une heure), La Mère de l’humanité — 2e partie
Effets spéciaux visuels remarquables pour une série, La Mère de l’humanité — 2e partie
Classe spéciale - programme de divertissement remarquable en action directe de courte durée, Battlestar Galactica: The Face of the Enemy
People's Choice Awards
2008
Émission de science-fiction préférée
Prix Hugo
2006
Meilleure présentation dramatique de courte durée, Pegasus
2007
Meilleure présentation dramatique de courte durée, Téléchargement
2008
Meilleure présentation dramatique de courte durée, Battlestar Galactica: Razor
2009
Meilleure présentation dramatique de courte durée, Otages en danger
Saturn Awards
2006
Meilleur acteur secondaire à la télévision, Jamie Bamber
Meilleure parution en DVD, saison 1 et saison 2.0
2007
Meilleur acteur dans un programme télévisé, Edward James Olmos
Meilleure actrice dans un programme télévisé, Katie Sackhoff
Meilleur acteur secondaire dans un programme télévisé, James Callis
2008Meilleure série télévisée en syndication ou sur le câble
Meilleure présentation à la télévision, Battlestar Galactica: Razor
Meilleur acteur de télévision, Edward James Olmos
2009
Meilleure actrice secondaire de télévision, Katee Sackhoff
Scream Awards
2006
Interprétation la plus héroïque, Edward James Olmos en tant que le commandant William Adama
Interprétation émergente, Tricia Helfer en tant que Numéro Six
Interprétation émergente, Katee Sackhoff en tant que Kara Thrace
2007
Le cri ultime
Meilleure émission de télévision
2008
Meilleure émission de télévision
VES Awards
2005
Interprétation remarquable d’un personnage animé lors d’une action directe dans un programme télévisé, 33 minutes
2006
Personnage animé remarquable en action directe dans un programme télévisé, une publicité ou un clip vidéo, le cylon dans Les Centurions de Caprica
2007
Personnage animé remarquable en action directe dans un programme télévisé, une publicité ou un clip vidéo, Téléchargement
Composition remarquable dans un programme télévisé, une publicité ou un clip vidéo, Opération survie - 2e partie
2008
Effets visuels remarquables dans une série télévisée, Ouragan
2009
Effets spéciaux remarquables dans une série télévisée
WGA Awards
2007
Récompense pour la télévision, Mission suicide et La Grande Rafle

### Autres distinctions
2005
Le top 10 des émissions télévisées de l’année selon l’American Film Institute
Le meilleur de 2005 selon le Time : Télévision (no 1)
Les 100 moments les plus inattendus de la télévision selon TV Guide et TV Land pour À la recherche de la Terre - 2e partie 2 (no 98)
Les 10 meilleures émissions de télévision de 2005 selon le Chicago Tribune
Les 10 meilleures émissions de télévision de 2005 selon Newsday (no 1)
Les 10 meilleures émissions de télévision selon le Pittsburgh Post-Gazette (no 1)
2006
Les 10 meilleures émissions télévisées de l’année selon l’American Film Institute
Le meilleur de 2006 selon le Time : Télévision (no 7)
Les 10 meilleures émissions télévisées de 2006 selon le Chicago Tribune
Les 10 meilleures émissions de télévision de 2006 selon Entertainment Weekly (no 1)
Les 10 meilleures émissions de télévision de 2006 selon Newsday (no 3)
Les 10 meilleures émissions de télévision de 2006 selon TV Guide (no 5)
2007
Les 25 meilleures science-fictions des 25 dernières années selon Entertainment Weekly (no 2)
Les 100 meilleurs émissions de télévision de tous les temps selon le Time
Les 10 meilleures émissions de télévision de 2007 selon The New York Times (no 8)
2008
Les 10 meilleures séries télévisées de 2008 selon le Time (no 8)
Les 10 meilleurs épisodes de série de 2008 selon le Time (no 6 - Otages en danger)
Les 10 meilleures émissions de télévision de 2008 selon le Chicago Tribune
Les meilleures émissions de 2008 selon TV Guide
Les Tubey Awards de Television Without Pity : Meilleur drame et meilleure distribution
Les 25 meilleures émissions de télévision de 2008 selon le San Francisco Chronicle (no 4)
2009
Les 50 meilleurs drames de la télévision de tous les temps (no 12)
Les 100 meilleurs épisodes [américains] de tous les temps en 2009 selon TV Guide (no 9 - Un bain de sang)
2011
Les 50 meilleures séries de science fiction de tous les temps (no 1)

## Accueil et notoriété en France
Les critiques français reconnaissent la qualité et la richesse de la série Battlestar Galactica, à l'occasion d'émissions radiophoniques culturelles qui lui sont consacrées ,, ou en presse télé lors d'arrivées de la série sur les plateformes de SVOD 
Néanmoins ces interventions commencent systématiquement par le constat que Battlestar Galactica est largement méconnue du grand public Français ,,,, malgré ses qualités indéniables et contrastant avec sa notoriété et les nombreux prix reçus aux USA .

## Produits dérivés

### Séries dérivées

#### Caprica
Le 27 avril 2006, Sci Fi Channel annonce qu'une série dérivée prélude (appelée Caprica) est en développement.
Elle se deroulera cinquante ans avant le début de Battlestar Galactica, avant la première guerre contre les cylons, et relatera les événements de la famille Adama et de la société capricaine, tout en montrant l'arrivée de la technologie menant à la création des cylons, puis la révolte de ceux-ci.
Presque un an plus tard, le 26 mars 2007, Ronald D. Moore déclare que Sci Fi ne prendra pas Caprica en tant qu'épisode pilote, mais laisserait la porte ouverte à un film ou une sortie directement en DVD.
Selon Moore, l'émission est à ce moment en standby.
À nouveau un an plus tard, le 18 mars 2008, Moore annonce que la série Caprica, reportée à de nombreuses reprises, est devenue un projet concret. Sci Fi donne son feu vert pour un épisode pilote déguisé de cette série — ce qui signifie qu'elle sera diffusée comme un téléfilm (un peu comme Razor) — et que si le succès est au rendez-vous, le réseau la passera au statut de série télévisée.
Le tournage de ce projet est prévu pour commencer au printemps 2008, et la diffusion devrait se faire durant l'automne de cette même année,.
Le pilote sort finalement en DVD le 21 avril 2009 avant une diffusion sur Sci Fi en 2010, juste avant la première saison complète qui a été commandée et sera tournée à partir de l'été 2009, à Vancouver comme Battlestar Galactica.

#### Battlestar Galactica: Blood and Chrome
Battlestar Galactica: Blood and Chrome devait être une nouvelle série dérivée s'insérant chronologiquement entre Caprica et Battlestar Galactica. L'action aurait eu lieu au moment de la première guerre avec les Cylons soit quarante ans avant la Destruction des Douze Colonies. Le personnage principal aurait été William Adama pour lequel l'acteur Luke Pasqualino avait été retenu.
Ce projet de série fut annulé par la chaîne Syfy qui devait la diffuser, après la production d'un seul double-épisode-pilote en mars 2012.
Cependant la série reprend le 9 novembre 2012, depuis, la chaîne Machinima Network sort deux épisodes sur YouTube chaque vendredi.

### Bande dessinée
- Battlestar Galactica 2003 est adapté en bandes dessinées par le scénariste Greg Pak et le dessinateur Nigel Raynor. La série est éditée, en anglais uniquement, par Dynamite entertainment à partir de mai 2006.
- Une mini-série de 4 épisodes consacrée à la jeunesse de Zarek est éditée par le même éditeur.

### Disques
- 2004 : Battlestar Galactica (Original Soundtrack from the Sci-Fi Channel Miniseries). CD de la Bande originale de la télésuite. ASIN : B0001BS4SS
- 2005 : Battlestar Galactica: Season One (Original Soundtrack). CD de la Bande originale de la saison 1. ASIN : B0009Q0F5U
- 2006 : Battlestar Galactica: Season Two (Original Soundtrack). CD de la Bande originale de la saison 2. ASIN : B000FCUYKO
- 2007 : Battlestar Galactica: Season Three (Original Soundtrack). CD de la Bande originale de la saison 3. ASIN : B000UZ4C4A
- 2009 : Battlestar Galactica: Season Four (Original Soundtrack). CD de la Bande originale de la saison 4. ASIN : B0028ERCMU
- 2009 : Battlestar Galactica: The Plan and Razor (Original Soundtrack). CD de la Bande originale des téléfilms Razor et The Plan.

### Livres
- (en) David Bassom, Battlestar Galactica : the official companion, Londres, Titan, 2005 (ISBN 1-84576-097-2)
- (en) David Bassom, Battlestar Galactica : the official companion, season 2, Londres, Titan, 2006 (ISBN 1-84576-221-5)
- (en) David Bassom, Battlestar Galactica : the official companion : Season Three, Londres, Titan, 2007 (ISBN 978-1-84576-478-4 et 1-84576-478-1)

### Jeux vidéo
- 2003 : Battlestar Galactica sur Xbox et PlayStation 2. Jeu de Vivendi Universal Games
- Le jeu Beyond The Red Line basé sur l'univers de Galactica est distribué gratuitement sur PC (Windows, Linux) et Macintosh, une démo est d'ores et déjà disponible[Quand ?].
- Le jeu Battlestar Galactica dispose de la licence officielle, il est disponible à la vente depuis l'automne 2007 pour PC (Windows) et Xbox 360.
- Battlestar Galactica - Edge of Apocalypse est une adaptation du jeu spatial Freelancer à l'univers de Battlestar Galactica.
- 2011 : Battlestar Galactica Online, MMO spatial en 3D sur navigateur édité par Bigpoint.
- Diaspora : Shattered Armistice , basé sur le travail initial de Beyond the Red Line mais mené par une autre équipe[58], premier épisode du jeu Diaspora basé sur le moteur open source de Conflict : FreeSpace est distribué gratuitement sur PC (Windows, Linux), et Macintosh, et se focalise sur le pilotage de Viper/Raptor et a la gestion d'escouades de chasseurs d'alertes dans huit missions avec différentes fins possible.
- 2017 : Battlestar Galactica Deadlock (jeu de stratégie) sur PC. Jeu édité par Slitherine Ltd.

### Jeu de société
Le jeu Battlestar Galactica : The Board Game est publié par Fantasy Flight Games en 2008. Dans ce jeu semi-coopératif, de 3 à 6 joueurs, conçu par Corey Konieczka, les joueurs sont des humains ou des agents cylons, conscients ou dormants, l'objectif pour les humains étant de rejoindre la Terre, pour les cylons de les en empêcher. La version française est éditée chez Edge Entertainment.

### Apparitions
- The Office, série préférée du personnage Dwight Schrute